# Sinagoga de Wolpa
La Sinagoga de Wolpa era una sinagoga de la ciutat de Wolpa (ortografia alternativa: Wolpa, Volpe, Wolpe, Wolp, Woupa o Voupa) Prop de Bialystok, Polònia, ara en la província de Grodno a l'oest de Belarús. Va tenir la reputació de ser la més bella de les sinagogues de fusta d'Europa de l'Est, una obra mestra de l'arquitectura de fusta. La sinagoga va ser construïda en la primera meitat del segle xviii, i alterada en formes menors en diverses ocasions. El 1929 l'edifici va ser declarat monument polonès de cultura. Va ser cremada pels alemanys durant la Segona Guerra Mundial.